# Wynne (Arkansas)
Wynne es una ciudad ubicada en el condado de Cross en el estado estadounidense de Arkansas. En el Censo de 2010 tenía una población de 8367 habitantes y una densidad poblacional de 364,04 personas por km².

## Geografía
Wynne se encuentra ubicada en las coordenadas 35°13′59″N 90°47′21″O / 35.23306, -90.78917. Según la Oficina del Censo de los Estados Unidos, Wynne tiene una superficie total de 22.98 km², de la cual 22.95 km² corresponden a tierra firme y (0.12%) 0.03 km² es agua.

## Demografía
Según el censo de 2010, había 8367 personas residiendo en Wynne. La densidad de población era de 364,04 hab./km². De los 8367 habitantes, Wynne estaba compuesto por el 65.71% blancos, el 31.44% eran afroamericanos, el 0.18% eran amerindios, el 0.87% eran asiáticos, el 0% eran isleños del Pacífico, el 0.61% eran de otras razas y el 1.18% pertenecían a dos o más razas. Del total de la población el 1.91% eran hispanos o latinos de cualquier raza.